# Îles Khazar

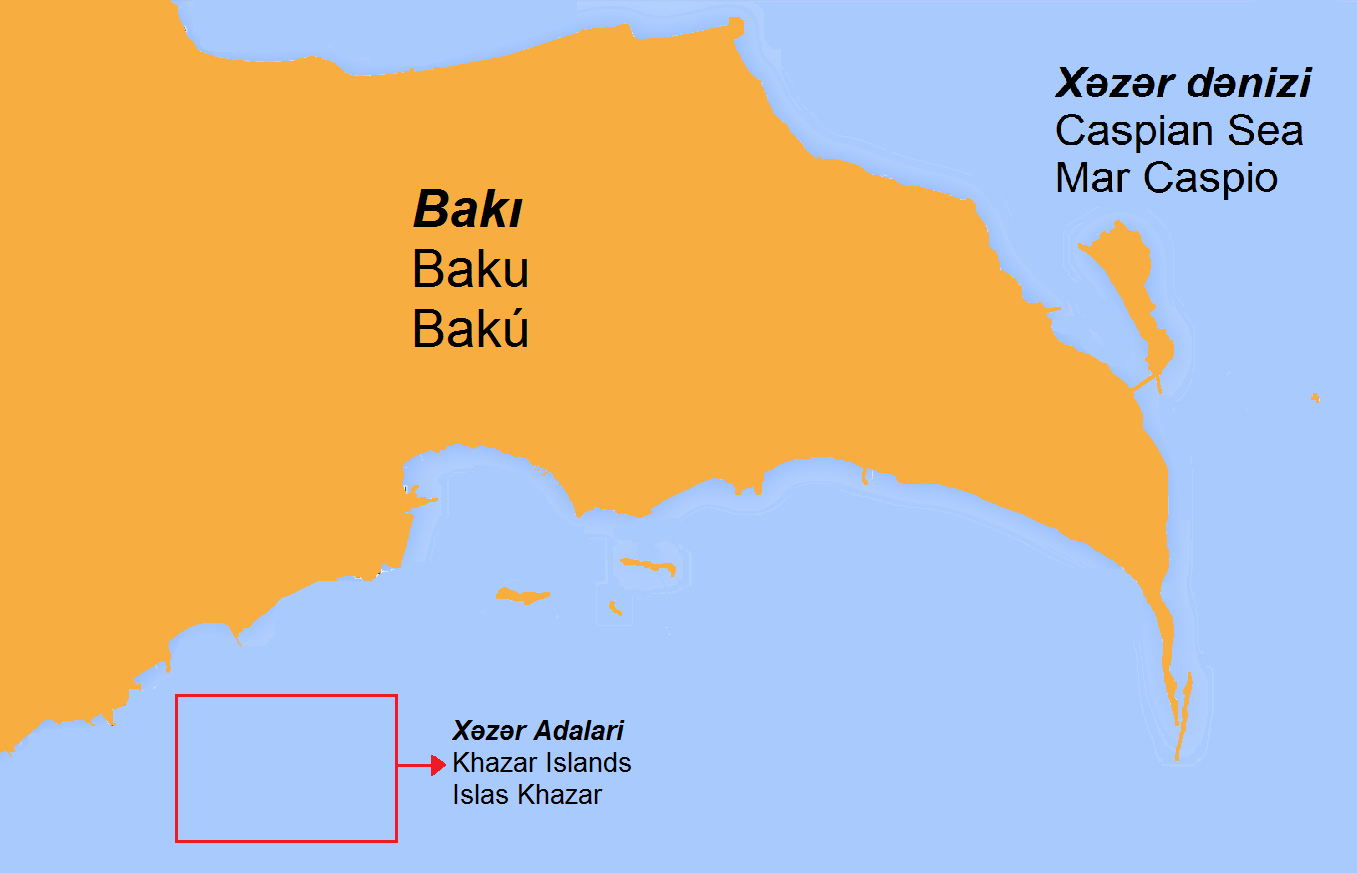

Les îles Khazar (en anglais : Khazar Islands et en azéri : Xəzər adaları) sont un projet d'archipel de 41 îles artificielles près de Bakou, en Azerbaïdjan.
Elles représenteraient 3 000 hectares pris sur la mer Caspienne et accueilleraient un imposant gratte-ciel nommé Azerbaijan Tower.
La construction aurait lieu entre 2020 et 2025. Bien qu'ayant commencé le projet a été suspendu dû à des problèmes de financement.